# Leo Kanner
Leo Kanner, ameriški psihiater, * 13. junij 1894, Klekotow, Avstro-Ogrska (danes Klekotiv, Ukrajina), † 3. april 1981, Sykesville, Maryland, Združene države Amerike.
Kanner je bil prvi zdravnik specialist otroške in mladostniške psihiatrije na svetu. Ustanovil je prvi oddelek za otroško psihiatrijo v univerzitetni bolnišnici Univerze Johnsa Hopkinsa, ki ga je vodil od leta 1930 do leta 1959. Njegov učbenik Child Psychiatry iz leta 1935 je bil prvi učbenik v angleškem jeziku s področja otroške psihiatrije.
Leta 1943 je objavil članek »Autistic Disturbances of Affective Contact«, v katerem je opisal 11 otrok, pri katerih je ugotovil več podobnih (avtističnih) simptomov. Otroška psihiatrija takih primerov dotlej ni poznala in tudi njegov učbenik iz leta 1935 ne pove nič o avtizmu, zato je bil mnenja, da je odkril nov sindrom - poimenoval ga je early infantile autism.
Skoraj istočasno je podobne simptome med otroci opazil tudi Hans Asperger. Leta 1944 je opisal 4 otroke z avtističnimi simptomi, ki pa niso imeli govornih motenj. Po njem je leta 1981 Lorna Wing poimenovala motnjo Aspergerjev sindrom, ki jo nekateri smatrajo za visoko funkcionalni avtizem.